# Icecast
Icecast is een programma dat het mogelijk maakt om streams uit te zenden via het internet. Het programma, dat als vrije software ontwikkeld wordt door Xiph.Org Foundation, maakt op die manier internetradio mogelijk.

## Geschiedenis
Icecast werd ontwikkeld in december 1998/januari 1999 door Jack Moffitt en Barath Raghavan als opensource-audiostreamingserver.
Versie 2, een volledig nieuwe versie, had als doel het ondersteunen van meerdere audioformaten (oorspronkelijk Ogg Vorbis) en schaalbaarheid. Deze versie werd gestart in 2001 en uitgebracht in januari 2004.